# Guilherme Teodoro
Guilherme da Costa Teodoro (Santos, 3 de dezembro de 2001) é um mesatenista brasileiro. Chegou a ser número 120 do mundo em 2025, e foi medalhista de ouro no Pan-Americano de Tênis de Mesa de 2024 em duplas mistas. 

## Carreira
Participou dos Jogos Olímpicos de Verão da Juventude de 2018.
Nos Jogos Sul-Americanos de 2022 obteve uma medalha de prata na modalidade Equipe. 
Em agosto de 2023, Teodoro obteve um grande resultado no WTT Contender do Rio de Janeiro. Jogando duplas mistas junto com Giulia Takahashi, chegaram até a semifinal da competição, obtendo a medalha de bronze. 
No Campeonato Pan-Americano de Tênis de Mesa de 2023, foi medalhista de ouro na modalidade Equipe, junto com Hugo Calderano, Eric Jouti e Vitor Ishiy. 
No Campeonato Mundial de Tênis de Mesa por equipes de 2024, Teodoro chegou às oitavas de final, jogando com Vitor Ishiy e Carlos Ishida. 
No Campeonato Pan-Americano de Tênis de Mesa de 2024, foi medalhista de ouro na modalidade Equipe, junto com Hugo Calderano, Eric Jouti e Vitor Ishiy. 
No WTT Contender de Mendoza 2024, Teodoro e Giulia Takahashi chegaram à semifinal nas duplas mistas.
Nos Jogos Olímpicos de 2024, ele integrou a equipe brasileira na modalidade equipe, chegando às quartas-de-final. 
No Campeonato Pan-Americano de Tênis de Mesa de 2024, ele foi medalhista de ouro nas duplas mistas junto com Giulia Takahashi. Além disso, foi medalhista de bronze nas duplas,junto com Vitor Ishiy. Na chave de simples, chegou até as quartas de final. 
Teodoro e Giulia Takahashi chegaram à semifinal no WTT Contender de Tunis, na Tunisia. Em maio de 2025, eles chegaram a se tornar a 14º melhor dupla mista do mundo do ranking da ITTF. 
No Campeonato Mundial de Tênis de Mesa de 2025, realizado em Doha, Catar, ele e Giulia Takahashi derrotaram na 1a rodada da chave de duplas mistas a dupla argentina Francisco Sanchi e Ana Codina por 3 sets a 1, e a 2a rodada a dupla formada pelo espanhol Daniel Barboza e pelaa ucraniana Veronika Matiunina por 3 sets a 2, chegando nas oitavas de final, onde enfrentariam os cabeças de chave 3 do torneio, Wong Chun Ting e Doo Hoi Kem, de Taipei, sendo eliminados.   Já na chave de simples, Teodoro foi sorteado para enfrentar o cabeça-de-chave n.26, Kanak Jha, onde fez um grande jogo, mas acabou sendo eliminado por 4 sets a 3.  Na chave de duplas, ele e Vitor Ishiy perderam na primeira rodada por 3 sets a 0, para Balazs Lei, da Hungria, e Samuel Arpas, da Eslováquia. 
Em julho de 2025, participando do Grand Smash de Las Vegas, um dos 4 torneios equivalentes a um Grand Slam de tênis do circuito de tênis de mesa, chegou às quartas-de-final nas duplas mistas, junto com Giulia Takahashi. Com isto, eles chegaram a se tornar a 12º melhor dupla mista do mundo do ranking da ITTF. 
No WTT Star Contender de Foz do Iguaçu, teve um grande resultado nas duplas masculinas: jogando com Leonardo Iizuka, chegou à semifinal do torneio. 